# 1983 في الولايات المتحدة
فيما يلي قوائم الأحداث التي وقعت خلال عام 1983 في الولايات المتحدة.

## أحداث
- 11 يناير – الخطوط الجوية المتحدة الرحلة 2885
- 2 يونيو – طيران كندا الرحلة 797

## سياسة

### تعيين في المنصب
- 1 يناير – جيمس بلانشارد حاكم ميشيغان [الإنجليزية]‏.
- 1 يناير – ماريو كومو حاكم نيويورك [الإنجليزية]‏.
- 1 يناير – نيك سميث عضو مجلس ولاية ميشيغان.
- 3 يناير – بول س تريبل الابن عضو مجلس الشيوخ الأمريكي.
- 3 يناير – توم ريدج عضو مجلس النواب الأمريكي.
- 3 يناير – جاك كمب عضو مجلس النواب الأمريكي.
- 3 يناير – جون كيسيك عضو مجلس النواب الأمريكي.
- 3 يناير – جون ماكين عضو مجلس النواب الأمريكي.
- 3 يناير – روس فينغولد عضو مجلس ولاية ويسكونسن.
- 3 يناير – هاري ريد عضو مجلس النواب الأمريكي.
- 3 يناير – هاوراد بيرمان عضو مجلس النواب الأمريكي.
- 6 يناير – بوب كيري حاكم نبراسكا [الإنجليزية]‏.
- 6 يناير – جون سنونو حاكم نيو هامبشاير [الإنجليزية]‏.
- 11 يناير – بيل كلينتون حاكم أركنساس  [لغات أخرى]‏.
- 11 يناير – ماكس كليلاند وزير خارجية ولاية جورجيا (أمريكا).
- 17 يناير – جورج والاس حاكم ألاباما [الإنجليزية]‏.
- 18 يناير – آن ريتشاردز Texas State Treasurer [الإنجليزية]‏.
- 7 فبراير – إليزابيث دول وزير النقل الأمريكي.
- 1 يونيو – بيت سوزا Chief Official White House Photographer [الإنجليزية]‏.
- 3 يونيو – رودي جولياني محامي الولايات المتحدة للمنطقة الجنوبية من نيويورك [الإنجليزية]‏.
- 8 سبتمبر – دانييل جاكسون إيفانز عضو مجلس الشيوخ الأمريكي.
- 17 أكتوبر – روبرت ماكفرلين مستشار الأمن القومي الأمريكي.
- 13 ديسمبر – ستيف باشير نائب حاكم كنتاكي [الإنجليزية]‏.
- 13 ديسمبر – مارثا ليان كولينز حاكم كنتاكي [الإنجليزية]‏.

### انتهاء فترة المنصب
- 1 يناير – أندرو كارد عضو مجلس نواب ماساتشوستس.
- 1 يناير – توم كاربر أمين صندوق الدولة [الإنجليزية]‏.
- 1 يناير – جون آدامز ويكهام جونيور نائب رئيس أركان جيش الولايات المتحدة [الإنجليزية]‏.
- 1 يناير – راي لحود عضو مجلس نواب إلينوي.
- 3 يناير – جيري براون حاكم كاليفورنيا.
- 3 يناير – شيرلي تشيشولم عضو مجلس النواب الأمريكي.
- 3 يناير – هاريسون شميت عضو مجلس الشيوخ الأمريكي.
- 3 يناير – هاوراد بيرمان عضو جمعية ولاية كاليفورنيا.
- 1 سبتمبر – هنري جاكسون عضو مجلس الشيوخ الأمريكي.

## رياضة
- 1 يناير – أمريكا المفتوحة 1983

## ظهور
- 1 يناير – ألويز
- 1 يناير – بون جوفي
- 1 يناير – بي سي وورلد
- 1 يناير – جاز ناعم
- 1 يناير – ريد هوت تشيلي بيبرز
- 1 يناير – ميغاديث
- 1 يناير – نيورومانسر كتاب من تأليف ويليام جيبسون.

## أفلام
من الأفلام التي صدرت هذه السنة في الولايات المتحدة:
- 1 يناير – الأثر المفاجئ من إخراج كلينت إيستوود.
- 1 يناير – الأخطبوطي من إخراج جون جلان (مخرج أفلام).
- 1 يناير – البرد الكبير من إخراج لورانس كازدان.
- 1 يناير – الجرثومة المميتة من إخراج Douglas McKeown [الإنجليزية]‏.
- 1 يناير – الحكم من إخراج سيدني لوميت.
- 1 يناير – الوجه ذو الندبة من إخراج براين دي بالما.
- 1 يناير – توتسي من إخراج سيدني بولاك.
- 1 يناير – رومبل فيش من إخراج فرانسيس فورد كوبولا.
- 1 يناير – ريسكي بيزنس من إخراج باول بريكمان.
- 1 يناير – سيلكوود من إخراج مايك نيكولز.
- 1 يناير – شروط إظهار العاطفة من إخراج جيمس بروكس.
- 1 يناير – صحراء من إخراج أندرو في. مكلاغلن.
- 1 يناير – ضابط ورجل نبيل من إخراج تايلور هاكفورد.
- 1 يناير – فتاة الوادي من إخراج مارثا كوليدج.
- 1 يناير – كل الخطوات الصحيحة من إخراج مايكل تشابمان.
- 1 يناير – كوجو من إخراج لويس تيج.
- 1 يناير – من العاشرة حتى منتصف الليل من إخراج جيه. لي تومسون.
- 1 يناير – ينتل من إخراج باربرا سترايساند.
- 4 مارس – مراحم ناعمة من إخراج بروس بيريسفورد.
- 15 أبريل – فلاش دانس من إخراج أدريان لين.
- 29 أبريل – شيء ما شرير يأتي من هذا الطريق من إخراج جاك كلايتون.
- 25 مايو – حرب النجوم الجزء السادس: عودة الجيداي من إخراج ريتشارد ماركود.
- 3 يونيو – مناورات من إخراج جون بادهام.
- 17 يونيو – سوبرمان 3 من إخراج ريتشارد ليستير.
- 7 أكتوبر – لا تقل أبدا مرة اخرى من إخراج إيرفين كريشنر.
- 21 أكتوبر – الرجال الحقيقيون من إخراج فيليب كوفمان.
- 22 أكتوبر – الدم الأول من إخراج تيد كوتشيف.
- 17 ديسمبر – كريستال الظلام من إخراج جيم هانسون، فرانك أوز.

## برامج ومسلسلات وأنمي
- السنافر
- المحقق غادجيت

## موسيقى

### أغاني
من الأغاني التي صدرت هذه السنة في الولايات المتحدة:
- 1 يناير – بيت إت من غناء مايكل جاكسون.
- 1 يناير – بيلي جين من غناء مايكل جاكسون.
- 1 يناير – ثريلر من غناء مايكل جاكسون.

## كتب
من الكتب التي صدرت هذه السنة في الولايات المتحدة:
- 1 يناير – منزل ثيرستون من تأليف دانيال ستيل.

## مواليد

### يناير
- 1 يناير – اشلي أوستن موريس ممثلة أمريكية.
- 1 يناير – دومينو كيركي مغنية من الولايات المتحدة الأمريكية.
- 1 يناير – زاكاري بوث ممثل أمريكي.
- 1 يناير – صوفيا الماريا
- 1 يناير – كيتلين فيتزجيرالد ممثلة أمريكية.
- 1 يناير – كيري بواغني لاعب كرة سلة أمريكي.
- 2 يناير – كايت بوسورث ممثلة أمريكية.
- 4 يناير – ويل باينوم لاعب كرة سلة أمريكي.
- 5 يناير – شون دوكري لاعب كرة سلة أمريكي.
- 7 يناير – بريت دالتون ممثل أمريكي.
- 7 يناير – كابي بونديكستير لاعبة كرة سلة من الولايات المتحدة الأمريكية.
- 8 يناير – كريس ماسترز
- 8 يناير – لاري أوينز لاعب كرة سلة من الولايات المتحدة الأمريكية.
- 9 يناير – ديفيد إليسون منتج أفلام أمريكي.
- 10 يناير – كودي توبيرت لاعب كرة سلة أمريكي.
- 13 يناير – آلان ويب منافِس أوليمبي من الولايات المتحدة الأمريكية.
- 13 يناير – عمران خان ممثل هندي.
- 14 يناير – رودني بيلوبس
- 15 يناير – روجر باول
- 15 يناير – نورا عريقات
- 16 يناير – تيفاني ستانسبيري لاعبة كرة سلة أمريكية.
- 19 يناير – هيكارو أوتادا
- 21 يناير – أليكس أكر لاعب كرة سلة من الولايات المتحدة الأمريكية.
- 23 يناير – جورج فورمان الثالث ملاكم من الولايات المتحدة الأمريكية.
- 25 يناير – جوش باول لاعب كرة سلة أمريكي.
- 28 يناير – كارلديل جونسون لاعب كرة سلة من الولايات المتحدة الأمريكية.
- 28 يناير – كريس فوندولوفسكي لاعب كرة قدم أمريكي.
- 29 يناير – برين إدلستين
- 30 يناير – دوان جيمس لاعب كرة سلة من الولايات المتحدة الأمريكية.
- 30 يناير – كوثبرت فيكتور لاعب كرة سلة من الولايات المتحدة الأمريكية.
- 31 يناير – تيد كينج درّاج طريق من الولايات المتحدة الأمريكية.
- 31 يناير – رومان مارتينيز

### فبراير
- 1 فبراير – كيفين مارتن لاعب كرة سلة أمريكي.
- 2 فبراير – أليكس دي خيسوس ملاكم من الولايات المتحدة الأمريكية.
- 2 فبراير – جيسيكا كوكس
- 4 فبراير – هانيبال بوريس
- 5 فبراير – ترافون براينت لاعب كرة سلة أمريكي.
- 7 فبراير – بيتي سيبريانو لاعب كرة سلة أمريكي.
- 7 فبراير – سامي ميخيا
- 8 فبراير – ألكسندر جونسون لاعب كرة سلة أمريكي.
- 10 فبراير – ريكاردو كلارك لاعب كرة قدم أمريكي.
- 11 فبراير – ريك ريكرت لاعب كرة سلة أمريكي.
- 12 فبراير – تشاك هيتينجر ممثل أمريكي.
- 13 فبراير – جاي لويس لاعب كرة سلة أمريكي.
- 13 فبراير – ميغان ماهوني لاعبة كرة سلة أمريكية.
- 14 فبراير – أنتوني روبرسون لاعب كرة سلة من الولايات المتحدة الأمريكية.
- 14 فبراير – جوليا لينق ممثلة أمريكية.
- 15 فبراير – إدي باسدن لاعب كرة سلة أمريكي.
- 15 فبراير – كورتيس ستينسون لاعب كرة سلة أمريكي.
- 16 فبراير – جون ماغارو ممثل أمريكي.
- 16 فبراير – كوينسي ديفيس لاعب كرة سلة أمريكي.
- 17 فبراير – تشلسي نيوتن لاعبة كرة سلة أمريكية.
- 18 فبراير – جيسون ماكيسل لاعب كرة سلة أمريكي.
- 18 فبراير – كارا براكستون لاعبة كرة سلة أمريكية.
- 18 فبراير – مونيك هندرسون
- 19 فبراير – جواد ويليامز لاعب كرة سلة أمريكي.
- 19 فبراير – جون توريك لاعب كرة سلة أمريكي.
- 21 فبراير – كريس هيل لاعب كرة سلة من الولايات المتحدة الأمريكية.
- 23 فبراير – عزيز أنصاري
- 25 فبراير – مونيك كوري لاعبة كرة سلة أمريكية.
- 27 فبراير – جوش أوربيزتوندو لاعب كرة سلة أمريكي.
- 27 فبراير – ديفين هاريس لاعب كرة سلة أمريكي.
- 27 فبراير – كايت مارا ممثلة أمريكية.

### مارس
- 1 مارس – مارشال ستريكلاند لاعب كرة سلة أمريكي.
- 2 مارس – راشيل روكس أس أس راشيل روكس اس اس.
- 4 مارس – درو هوستون عالِم حاسوب من الولايات المتحدة الأمريكية.
- 6 مارس – جاريد هومان لاعب كرة سلة أمريكي.
- 6 مارس – فيرجيل غريفث
- 7 مارس – سيدريك بوزمان لاعب كرة سلة أمريكي.
- 9 مارس – بوبي كامبو ممثل أمريكي.
- 9 مارس – كلينت ديمبسي لاعب كرة قدم أمريكي.
- 9 مارس – وين سيمين لاعب كرة سلة أمريكي.
- 10 مارس – أنطوان جوردان لاعب كرة سلة أمريكي.
- 10 مارس – جانيت موك
- 10 مارس – كيري أندروود
- 14 مارس – فنسنت غرير لاعب كرة سلة أمريكي.
- 16 مارس – روب رييس لاعب كرة سلة فلبيني.
- 18 مارس – إيثان كارتر الثالث
- 18 مارس – تيم برهام لاعب كرة سلة من الولايات المتحدة الأمريكية.
- 19 مارس – إيفان بورن مصارع محترف من الولايات المتحدة الأمريكية.
- 20 مارس – مايكل كاسيدي ممثل أمريكي.
- 21 مارس – جنيفر لاسي لاعبة كرة سلة أمريكية.
- 21 مارس – لوري مور لاعبة كرة سلة أمريكية.
- 23 مارس – ديجون تومسون لاعب كرة سلة أمريكي.
- 24 مارس – تي جي فورد لاعب كرة سلة من الولايات المتحدة الأمريكية.
- 26 مارس – مايكل براندلي مصارع محترف من الولايات المتحدة الأمريكية.
- 27 مارس – جو هانكس ملاكم من الولايات المتحدة الأمريكية.
- 27 مارس – روبرت غيريرو ملاكم من الولايات المتحدة الأمريكية.
- 29 مارس – دريك دوريموس

### أبريل
- 1 أبريل – مات لانتر
- 1 أبريل – مارتن شكريلي رائد أعمال من الولايات المتحدة الأمريكية.
- 4 أبريل – اماندا رايتى
- 4 أبريل – إريك أندريه
- 6 أبريل – ديورا بايرد
- 7 أبريل – فيل جوس لاعب كرة سلة أمريكي.
- 10 أبريل – بوبي ديكسون لاعب كرة سلة أمريكي.
- 10 أبريل – جيمي تشونغ ممثلة أمريكية.
- 11 أبريل – براد أولسون لاعب كرة سلة أمريكي.
- 12 أبريل – ديفين سميث لاعب كرة سلة أمريكي.
- 12 أبريل – ستيفن سميث لاعب كرة سلة أمريكي.
- 13 أبريل – آرون مايلز
- 16 أبريل – جايسي كارول
- 18 أبريل – ريف كارني
- 18 أبريل – كاثرين ماهر المديرة التنفيذية لمؤسسة ويكيميديا.
- 20 أبريل – داني جرانجر لاعب كرة سلة أمريكي.
- 22 أبريل – فرانسيس كابرا
- 26 أبريل – بروك غيليسبي لاعب كرة سلة أمريكي.
- 26 أبريل – جيسيكا لينش
- 26 أبريل – مايك جونز ملاكم من الولايات المتحدة الأمريكية.
- 28 أبريل – شونسي ويليفير ملاكم من الولايات المتحدة الأمريكية.
- 29 أبريل – ديفيد لي لاعب كرة سلة أمريكي.
- 29 أبريل – سام واربورغ لاعب كرة مضرب أمريكي.
- 29 أبريل – ميغان بون ممثلة أمريكية.

### مايو
- 1 مايو – كيفن كروجر لاعب كرة سلة أمريكي.
- 2 مايو – غايوس تشارلز ممثل أمريكي.
- 3 مايو – لورال اشلي اوهارا
- 4 مايو – براد بوفاندا ممثل أمريكي.
- 5 مايو – بريندان برادلي
- 6 مايو – أدرياني باليكي ممثلة أمريكية.
- 6 مايو – جابوري سيديبي ممثلة أمريكية.
- 6 مايو – دورون بيركنز لاعب كرة سلة من الولايات المتحدة الأمريكية.
- 7 مايو – كامتشو مصارع محترف من الولايات المتحدة الأمريكية.
- 8 مايو – برشون جاكسون رياضي أمريكي.
- 9 مايو – إيفلين ستيفنز درّاجة طريق من الولايات المتحدة الأمريكية.
- 9 مايو – بريندان وينترز لاعب كرة سلة أمريكي.
- 11 مايو – ستيفن سوتلوف صحفي أمريكي.
- 12 مايو – أندريه باترسون لاعب كرة سلة أمريكي.
- 14 مايو – أمبير تامبلين ممثلة أمريكية.
- 15 مايو – جمال سامبسون لاعب كرة سلة أمريكي.
- 17 مايو – تشانينج فري لاعب كرة سلة أمريكي.
- 17 مايو – لوك وليامز لاعب كرة قدم من الولايات المتحدة الأمريكية.
- 19 مايو – مايكل تشاي
- 20 مايو – روجر هويرتا
- 22 مايو – جون هوبكنز
- 23 مايو – جوش بيس لاعب كرة سلة أمريكي.
- 26 أكتوبر – لورين تامايو درّاجة طريق من الولايات المتحدة الأمريكية.
- 27 مايو – بوبي كونفي لاعب كرة قدم أمريكي.
- 28 مايو – رومان أتوود
- 29 مايو – براد سليمان ملاكم من الولايات المتحدة الأمريكية.
- 29 مايو – جاك ستيوارت لاعب كرة قدم من الولايات المتحدة الأمريكية.
- 30 مايو – روجر لي هايدن متسابق دراجات نارية من الولايات المتحدة الأمريكية.

### يونيو
- 4 يونيو – ديفيد تيغ لاعب كرة سلة أمريكي.
- 5 يونيو – إيمي ساندرز لاعبة كرة سلة من الولايات المتحدة الأمريكية.
- 5 يونيو – كيرك سنايدر لاعب كرة سلة أمريكي.
- 7 يونيو – بيير بيرس لاعب كرة سلة أمريكي.
- 8 يونيو – كوبي كارل لاعب كرة سلة أمريكي.
- 9 يونيو – دواين جونز لاعب كرة سلة أمريكي.
- 10 يونيو – ليلي سوبيسكي
- 11 يونيو – تشاك هايز لاعب كرة سلة من الولايات المتحدة الأمريكية.
- 13 يونيو – ستيف نوفاك لاعب كرة سلة من الولايات المتحدة الأمريكية.
- 14 يونيو – أليخاندرو كارمونا لاعب كرة سلة بورتوريكي.
- 14 يونيو – شبنم كيمياجولو
- 15 يونيو – جريج برانر لاعب كرة سلة سويسري.
- 15 يونيو – مايك هاريس لاعب كرة سلة أمريكي.
- 17 يونيو – دوني روبنسون درّاج طريق من الولايات المتحدة الأمريكية.
- 17 يونيو – كريستين هيني لاعبة كرة سلة أمريكية.
- 17 يونيو – مانيش ديال ممثل أمريكي.
- 19 يونيو – ماكليمور
- 20 يونيو – جوش تشايلدريس لاعب كرة سلة أمريكي.
- 21 يونيو – إدوارد سنودن خبير تقني أمريكي متعاقد مع وكالة الأمن القومي.
- 21 يونيو – روني برايس لاعب كرة سلة أمريكي.
- 22 يونيو – بيتر كويلين ملاكم من الولايات المتحدة الأمريكية.
- 23 يونيو – مايلز فيشر
- 26 يونيو – تورين فرانسيس لاعب كرة سلة أمريكي.
- 27 يونيو – ميكي باي جونيور ملاكم من الولايات المتحدة الأمريكية.
- 29 يونيو – جيسون ليتزاو ملاكم من الولايات المتحدة الأمريكية.
- 30 يونيو – خوان مانويل لوبيز

### يوليو
- 2 يوليو – ميشيل برانش
- 3 يوليو – الكسندرا سيلبر
- 4 يوليو – إريك كرافن لاعب كرة سلة أمريكي.
- 6 يوليو – برادي بلوهم ممثل أمريكي.
- 7 يوليو – تيري هولدبروكس
- 9 يوليو – ماركو دابر
- 10 يوليو – شارلي ماكدويل كاتب سيناريو من الولايات المتحدة الأمريكية.
- 15 يوليو – تيرينس ديالس لاعب كرة سلة من الولايات المتحدة الأمريكية.
- 15 يوليو – هيث سلايتر مصارع محترف من الولايات المتحدة الأمريكية.
- 17 يوليو – سارة جونز ممثلة أمريكية.
- 19 يوليو – تري بايرز ممثل أمريكي.
- 20 يوليو – بات هيلي فنان قتال مختلط من الولايات المتحدة الأمريكية.
- 21 يوليو – أنجلينا ويليامز لاعبة كرة سلة من الولايات المتحدة الأمريكية.
- 21 يوليو – روني باريل لاعب كرة سلة أمريكي.
- 22 يوليو – مو تشارلو لاعب كرة سلة أمريكي.
- 23 يوليو – آرون بيرسول سباح أمريكي.
- 26 يوليو – ديزيري ليندن عداءة مراثونية من الولايات المتحدة الأمريكية.
- 26 يوليو – ديلونتي ويست لاعب كرة سلة أمريكي.
- 26 يوليو – كوينتين بريور لاعب كرة سلة من الولايات المتحدة الأمريكية.
- 26 يوليو – كيت بولدوان صحفية أمريكية.

### أغسطس
- 3 أغسطس – مامي غومر ممثلة أمريكية.
- 3 أغسطس – ميشيل بوسويل عارضة من الولايات المتحدة الأمريكية.
- 4 أغسطس – جريتا جيروج ممثلة أمريكية.
- 6 أغسطس – تاكوا بينيرو لاعب كرة سلة أمريكي.
- 9 أغسطس – أشلي جونسون
- 9 أغسطس – أندرو ويبر لاعب كرة قدم من الولايات المتحدة الأمريكية.
- 9 أغسطس – شيرا إلي لاعبة كرة سلة أمريكية.
- 9 أغسطس – غاري إيرفن لاعب كرة سلة من الولايات المتحدة الأمريكية.
- 10 أغسطس – تون بيل ممثل أمريكي.
- 10 أغسطس – كايل براون لاعب كرة قدم من الولايات المتحدة الأمريكية.
- 10 أغسطس – كريستين مان لاعبة كرة سلة أمريكية.
- 12 أغسطس – ليه بايبس ممثلة أمريكية.
- 14 أغسطس – سبينسر برات
- 15 أغسطس – لاري أوبانون لاعب كرة سلة أمريكي.
- 18 أغسطس – سارة همر
- 20 أغسطس – أندرو غارفيلد
- 23 أغسطس – جيمي ماكيني لاعب كرة سلة أمريكي.
- 26 أغسطس – كوينل براون لاعب كرة سلة من الولايات المتحدة الأمريكية.
- 29 أغسطس – تيموثي برادلي ملاكم من الولايات المتحدة الأمريكية.
- 29 أغسطس – كارلوس بأول لاعب كرة سلة أمريكي.
- 30 أغسطس – جيم ميلر فنان قتال مختلط من الولايات المتحدة الأمريكية.

### سبتمبر
- 2 سبتمبر – أكيم سكوت لاعب كرة سلة أمريكي.
- 2 سبتمبر – تيفاني هينس ممثلة أمريكية.
- 3 سبتمبر – جاكيم دونالدسون لاعب كرة سلة أمريكي.
- 3 سبتمبر – كريستين وودز ممثلة أمريكية.
- 6 سبتمبر – برون سترومان مصارع محترف أمريكي.
- 7 سبتمبر – أندريه برتو ملاكم من الولايات المتحدة الأمريكية.
- 7 سبتمبر – أندريه ديرل ملاكم من الولايات المتحدة الأمريكية.
- 7 سبتمبر – جيسون دوريسيو لاعب كرة سلة أمريكي.
- 7 سبتمبر – جيني كراوفورد منافِسة أوليمبية من الولايات المتحدة الأمريكية.
- 7 سبتمبر – شانا زولمان لاعبة كرة سلة أمريكية.
- 7 سبتمبر – شوان روبنسون لاعب كرة سلة أمريكي.
- 8 سبتمبر – ويل بلالوك لاعب كرة سلة أمريكي.
- 9 سبتمبر – ديفيد موس لاعب كرة سلة من الولايات المتحدة الأمريكية.
- 9 سبتمبر – زوي كازان
- 10 سبتمبر – شون جيمس لاعب كرة سلة من الولايات المتحدة الأمريكية.
- 11 سبتمبر – آيك ديوجو
- 11 سبتمبر – لورين وليامس
- 13 سبتمبر – كوري سانتي لاعب كرة سلة أمريكي.
- 15 سبتمبر – إلتون براون لاعب كرة سلة أمريكي.
- 15 سبتمبر – كيث لانجفورد
- 17 سبتمبر – خوان دياز ملاكم مكسيكي.
- 19 سبتمبر – كارل لاندري لاعب كرة سلة أمريكي.
- 20 سبتمبر – إيدي غانيم ممثلة من الولايات المتحدة الأمريكية.
- 20 سبتمبر – دوغ توماس لاعب كرة سلة أمريكي.
- 21 سبتمبر – سكوت إيفانز ممثل أمريكي.
- 21 سبتمبر – ماجي غرايس ممثلة أمريكية.
- 24 سبتمبر – راندي فوي لاعب كرة سلة أمريكي.
- 25 سبتمبر – دونالد غلوفر
- 27 سبتمبر – كريس كوين لاعب كرة سلة أمريكي.
- 28 سبتمبر – سارة رايت ممثلة أمريكية.
- 30 سبتمبر – إيرل كالواي لاعب كرة سلة بلغاري.
- 30 سبتمبر – باكمان جونز لاعب كرة قدم أمريكية من الولايات المتحدة الأمريكية.

### أكتوبر
- 2 أكتوبر – براكاش أمريتراج لاعب كرة مضرب هندي.
- 2 أكتوبر – هدى قطان
- 3 أكتوبر – تيسا طومسون ممثلة أمريكية.
- 5 أكتوبر – جيسي آيزينبيرغ ممثل أمريكي.
- 5 أكتوبر – نواه سيغان ممثل أمريكي.
- 5 أكتوبر – نيكي هيلتون
- 8 أكتوبر – إنغريد ماري ريفيرا
- 10 أكتوبر – كيفين بينكني لاعب كرة سلة أمريكي.
- 17 أكتوبر – بوبي ليا دراج أمريكي.
- 17 أكتوبر – جيمس لانغ لاعب كرة سلة أمريكي.
- 17 أكتوبر – دانييل بوكو ممثل أمريكي.
- 20 أكتوبر – نيك كانر ميدلي لاعب كرة سلة أمريكي.
- 21 أكتوبر – آرون تفيت
- 21 أكتوبر – أمبير روز
- 21 أكتوبر – شيلدين ويليامز لاعب كرة سلة أمريكي.
- 21 أكتوبر – كورتني سيمز لاعب كرة سلة أمريكي.
- 24 أكتوبر – أنتوني بيترز لاعب كرة قدم من الولايات المتحدة الأمريكية.
- 24 أكتوبر – ادريان بايلون
- 26 أكتوبر – لورين تامايو درّاجة طريق من الولايات المتحدة الأمريكية.
- 28 أكتوبر – جاريت جاك لاعب كرة سلة من الولايات المتحدة الأمريكية.
- 29 أكتوبر – جوني لويس
- 29 أكتوبر – ديلون كيسي ممثل أمريكي.
- 30 أكتوبر – تشيلسي كولي

### نوفمبر
- 2 نوفمبر – دارين يونغ
- 2 نوفمبر – رون دورسي لاعب كرة سلة أمريكي.
- 7 نوفمبر – لورين إلين
- 9 نوفمبر – رشاد أندرسون لاعب كرة سلة أمريكي.
- 10 نوفمبر – كريغ سميث لاعب كرة سلة أمريكي.
- 10 نوفمبر – ميجور وينجيت لاعب كرة سلة أمريكي.
- 10 نوفمبر – ميراندا لامبيرت
- 11 نوفمبر – جازوين كوان لاعب كرة سلة أمريكي.
- 12 نوفمبر – ستيف هوفمان مهندس من الولايات المتحدة الأمريكية.
- 16 نوفمبر – آدم هالوسكا لاعب كرة سلة أمريكي.
- 16 نوفمبر – بونسون هاندرسون
- 17 نوفمبر – جيسون وليامز لاعب كرة سلة أمريكي.
- 17 نوفمبر – كريستوفر باوليني مؤلف أمريكي.
- 18 نوفمبر – جوليوس هودج لاعب كرة سلة من الولايات المتحدة الأمريكية.
- 19 نوفمبر – آدم درايفر
- 20 نوفمبر – فيوتشر
- 21 نوفمبر – بري بيلا
- 21 نوفمبر – نيكى بيلا
- 22 نوفمبر – أندرو ويست ممثل أمريكي.
- 22 نوفمبر – تايلر هيلتون
- 24 نوفمبر – شافليك راندولف لاعب كرة سلة أمريكي.
- 25 نوفمبر – جوي شيستنت
- 26 نوفمبر – راشيل ستار
- 26 نوفمبر – كريس هيوز
- 27 نوفمبر – دونتا سميث لاعب كرة سلة أمريكي.
- 28 نوفمبر – سمر راي
- 29 نوفمبر – تانيشا رايت لاعبة كرة سلة أمريكية.
- 30 نوفمبر – كريس مداينا مغني أمريكي.

### ديسمبر
- 1 ديسمبر – يوجين جيتر
- 2 ديسمبر – دانييلا صوفيا ممثلة أمريكية.
- 2 ديسمبر – ميستي باس لاعبة كرة سلة أمريكية.
- 3 ديسمبر – دينا تكروري
- 3 ديسمبر – شينكس رابر من الولايات المتحدة الأمريكية.
- 7 ديسمبر – آل ثورنتون لاعب كرة سلة أمريكي.
- 8 ديسمبر – أوتكارش أمبودكار ممثل أمريكي.
- 9 ديسمبر – جولين بوردي ممثلة أمريكية.
- 11 ديسمبر – آن ستروثر
- 13 ديسمبر – جيمس هولمز
- 15 ديسمبر – دونتيل جيفرسون لاعب كرة سلة أمريكي.
- 16 ديسمبر – جوي دورسي لاعب كرة سلة أمريكي.
- 20 ديسمبر – جونا هيل ممثل أمريكي.
- 21 ديسمبر – لامار بتلر لاعب كرة سلة أمريكي.
- 22 ديسمبر – لوك غالوس مصارع محترف من الولايات المتحدة الأمريكية.
- 23 ديسمبر – بليك شيلب لاعب كرة سلة من الولايات المتحدة الأمريكية.
- 28 ديسمبر – مارفن فيليبس لاعب كرة سلة أمريكي.
- 29 ديسمبر – دي جي لوكو

## وفيات

### يناير
- 1 يناير – بيرك جونز (مواليد 1903) لاعب كرة قدم من الولايات المتحدة الأمريكية.
- 1 يناير – جون ريختر (مواليد 1937) لاعب كرة سلة أمريكي.
- 7 يناير – إدموند جاكوبسون (مواليد 1888)
- 24 يناير – جورج كوكور (مواليد 1899)
- 26 يناير – بير برايانت (مواليد 1913)
- 28 يناير – أرييه كابلان (مواليد 1934)

### فبراير
- 10 فبراير – إدوارد فرانز (مواليد 1902)
- 14 فبراير – سوني دوف (مواليد 1945) لاعب كرة سلة أمريكي.
- 19 فبراير – أليس وايت (مواليد 1904)
- 25 فبراير – تينيسي وليامز (مواليد 1911) كاتب مسرحي أمريكي.
- 25 فبراير – ميجنون أندرسون (مواليد 1892) ممثلة من الولايات المتحدة الأمريكية.

### مارس
- 7 مارس – روبرت براي (مواليد 1917) ممثل أمريكي.
- 9 مارس – فاي ايمرسون (مواليد 1917) ممثلة أمريكية.
- 17 مارس – هالدان هارتلاين (مواليد 1903)
- 25 مارس – توماس غيتس الابن (مواليد 1906) دبلوماسي أمريكي.
- 30 مارس – أيدي ادامز (مواليد 1907) ممثلة أمريكية.

### أبريل
- 4 أبريل – غلوريا سوانسون (مواليد 1899) ممثلة أمريكية.
- 7 أبريل – غافن غوردون (مواليد 1901) ممثل أمريكي.
- 19 أبريل – جيم نولان (مواليد 1927) لاعب كرة سلة أمريكي.
- 30 أبريل – جويل هنري هيلدبراند (مواليد 1881) كيميائي أمريكي.

### مايو
- 8 مايو – جون فانتي (مواليد 1909)
- 14 مايو – بيلي بيترولي (مواليد 1905) ملاكم من الولايات المتحدة الأمريكية.
- 21 مايو – إريك هوفر (مواليد 1898) فيلسوف أمريكي.
- 31 مايو – جاك دمبسي (مواليد 1895)

### يونيو
- 6 يونيو – كيرلي آرمسترونغ (مواليد 1918)
- 11 يونيو – جورج دوغلاس (مواليد 1903) ممثل أمريكي.
- 16 يونيو – دوريس لي (مواليد 1905) رسامة من الولايات المتحدة الأمريكية.
- 23 يونيو – ديف شيد (مواليد 1902) ملاكم من الولايات المتحدة الأمريكية.
- 27 يونيو – روني شافليك (مواليد 1933) لاعب كرة سلة أمريكي.

### يوليو
- 1 يوليو – ريتشارد بوكمينستر فولر (مواليد 1895)
- 6 يوليو – جو بنيامين (مواليد 1908)
- 7 يوليو – هيرمان كان (مواليد 1922) رياضياتي من الولايات المتحدة الأمريكية.
- 15 يوليو – إدي فوي جونيور (مواليد 1905) ممثل أمريكي.
- 15 يوليو – غاري بردس (مواليد 1942) لاعب كرة سلة أمريكي.
- 23 يوليو – بوب فيتزجيرالد (مواليد 1923) لاعب كرة سلة أمريكي.
- 29 يوليو – بريل برنارد كرون (مواليد 1884)

### أغسطس
- 3 أغسطس – كارولين جونس (مواليد 1930) ممثلة أمريكية.
- 15 أغسطس – بنيامين فيكتور كوهين (مواليد 1894) محامي من الولايات المتحدة الأمريكية.

### سبتمبر
- 1 سبتمبر – هنري جاكسون (مواليد 1912) سياسي أمريكي.
- 10 سبتمبر – جون براور مينوش (مواليد 1941)
- 16 سبتمبر – فلورنسا طومسون (مواليد 1903) فلاحة من الولايات المتحدة الأمريكية.
- 19 سبتمبر – راي راجيليس (مواليد 1928) لاعب كرة سلة أمريكي.
- 21 سبتمبر – بوب دونهام (مواليد 1926) لاعب كرة سلة من الولايات المتحدة الأمريكية.
- 24 سبتمبر – هارولد كيث جونسون (مواليد 1912) عسكري من الولايات المتحدة الأمريكية.
- 28 سبتمبر – روي سوليفان (مواليد 1912)

### أكتوبر
- 14 أكتوبر – بول فيكس (مواليد 1901)
- 15 أكتوبر – جوزيف إدوارد ماير (مواليد 1904) كيميائي أمريكي.

### نوفمبر
- 19 نوفمبر – بيتر كوفيلد (مواليد 1945)
- 28 نوفمبر – كريستوفر جورج (مواليد 1931) ممثل أمريكي.
- 30 نوفمبر – ستانلي بوريدا (مواليد 1909) ملاكم من الولايات المتحدة الأمريكية.

### ديسمبر
- 4 ديسمبر – جاك كيريس (مواليد 1925) لاعب كرة سلة أمريكي.
- 16 ديسمبر – ويليام إتش ماير (مواليد 1914) سياسي أمريكي.
- 21 ديسمبر – مارك ووركمان (مواليد 1930) لاعب كرة سلة أمريكي.
- 25 ديسمبر – روبرت دبليو هيمفيل (مواليد 1915) سياسي أمريكي.
- 28 ديسمبر – وليام ديماريست (مواليد 1892)